# 허무주의의 역사

## 어원, 용어 및 정의
니힐리즘(nihilism)의 어원은 '아무것도 없음'을 의미하는 라틴어 어근 nihil이며, 이는 '무로 만들다'를 의미하는 관련 용어 annihilate와 '무(無)'를 의미하는 nihility에서도 유사하게 발견된다. 니힐리즘이라는 용어는 18세기 동안 유럽의 여러 곳에서 등장했고 특히 독일어 형태인 Nihilismus로 나타났으나 중세시대에는 특정 형태의 이단을 나타내는 데에도 사용됐다. 이 개념 자체는 20세기 이전의 니힐리즘에 대한 두 가지 주요 담론 흐름을 각각 나타내는 러시아 및 독일 철학에서 처음 형성됐다. 이 용어는 아마도 독일어 Nihilismus, 후기 라틴어 nihilismus 혹은 프랑스어 nihilisme에서 영어로 들어왔을 것이다.
이 용어가 사용된 초기 사례는 독일 출판물에서 찾을 수 있다. 1733년 독일 작가 프리드리히 레베레히트 괴츠는 이 용어를 Neinismus와 함께 문학 용어로 사용했다. 프랑스 혁명을 둘러싼 시기에 이 용어는 또한 기독교와 유럽 전통 전반에 대한 부정과 같은 근대성의 특정 가치파괴적 경향에 대한 경멸적 표현이었다. 니힐리즘은 칸트와 칸트 이후 철학을 둘러싼 담론 내에서 처음 철학 연구에 들어왔고, 특히 1787년 스위스 밀교주의자 야콥 헤르만 오베라이트와 1799년 독일 철학자 프리드리히 하인리히 야코비의 글에 등장했다. 이 용어는 이미 1824년에 독일 저널리스트 요제프 폰 괴레스가 기존의 사회적, 정치적 제도의 부정을 의미하는 것으로 간주하면서 사회적 의미를 갖기 시작했다. 이 단어의 러시아어 형태인 nigilizm(нигилизм)은 1829년 니콜라이 나데즈딘이 회의주의와 동의어로 사용했을 때 출판됐다. 러시아 저널리즘에서 이 단어는 계속해서 중요한 사회적 의미를 갖는다.
야코비 시대부터 이 용어는 유럽 전역에서 거의 완전히 사용되지 않다가 1862년 소설 아버지와 아들에서 이 단어를 대중적으로 사용하기 시작하면서 많은 학자들이 그가 이 용어를 만들었다고 믿게 됐다. 소설의 허무주의적 인물들은 자신을 "모든것을 부정하는" 사람, "어떤 원칙도 신앙으로 삼지않는 사람", "어떤 경의를 표하든 그 원칙을 받아들이지 않는 사람", "현재로서는 부정이 가장 유용하다"고 생각하는 사람으로 정의한다. 투르게네프 자신의 반허무주의적 성향에도 불구하고 많은 독자들도 허무주의자라는 이름을 채택해 러시아 허무주의 운동에 그 이름을 붙였다. 허무주의는 독일 철학자 프리드리히 니체가 더 논의했는데, 그는 이 용어를 서구세계의 전통적 도덕 붕괴를 설명하는 데 사용했다. 니체에게 허무주의는 '신의 죽음'에서 표현된 가치 파괴의 현대적 경향과 그가 기독교의 생명을 부정하는 도덕으로 본 것 모두에 적용됐다. 니체의 심오한 영향을 받아 이 용어는 프랑스 철학과 대륙철학에서 더 광범위하게 다루어졌고, 러시아에서 허무주의의 영향력은 소련시대까지 계속됐다.
알타이저와 같은 종교학자들은 허무주의는 반드시 종교와 관련하여 이해돼야하며, 허무주의의 핵심적 요소를 연구하려면 근본적으로 신학적 고려가 필요하다고 주장했다.

## 역사

### 불교
허무주의 개념은 석가모니(기원전 563년~기원전 4833년)가 논의했고, 이는 상좌부 불교와 대승 불교의 삼장에 기록됐다. 원래 팔리어로 쓰인 삼장은 허무주의를 natthikavāda라고 하며 허무주의적 견해를 micchādiṭṭhi라고 한다. 이 삼장경에 수록된 여러 경전은 석가모니가 생존한 동안 다양한 고행파가 견지했던 다양한 견해를 설명하고 있으며, 그 중 일부는 석가모니가 도덕적으로 허무주의적이라고 간주했다. 아판나카 숫타(Apannaka Sutta)의 "허무주의 교리"에서 석가모니는 도덕적 허무주의자들이 다음과 같은 견해를 견지한다고 설명했다.
- 베푸는 행위는 아무런 유익한 결과를 낳지 않는다.
- 좋은 행동과 나쁜 행동은 결과를 낳지 않는다.
- 죽은 후에 존재는 이 세계나 다른 세계로 태어나지 않는다.
- 이 세계에는 존재가 이 세계로 환생하는지, 아니면 다른 세계로 환생하는지를 직접적인 지식을 통해 확인할 수 있는 사람은 없다.

석가모니는 이러한 견해를 지닌 사람들은 좋은 정신적, 언어적, 신체적 행동에 있는 미덕과 나쁜 행동에 존재하는 상응하는 위험을 보지 못하고 따라서 나쁜 행동으로 기울어질 것이라고 말했다.

#### 열반과 허무주의
석가모니가 가르친 길의 정점은 열반, "무(nothingness)의 장소 ... 무소유와 ... 무집착 ... [이것은] 죽음과 쇠퇴의 완전한 종말이다." 40년 이상의 불교 승려로 안수받은 아잔 아마로는 영어로 nothingness가 허무주의처럼 들릴 수 있다고 말한다. 그러나 이 단어는 다른 방식으로 강조될 수 있는데, 즉 no-thingness가 되어, 열반이 발견할 수 있는 것이 아니라 무집착의 현실을 경험하는 상태라는 것을 나타낸다.
알라가두파마 숫타(Alagaddupama Sutta)에서 석가모니는 어떤 사람들이 자신의 가르침을 따르면 자아가 파괴될 것이라고 믿기에 그의 가르침을 두려워하는 모습을 묘사한다. 그는 이것을 변하지 않는 영원한 자아에 대한 잘못된 믿음으로 인한 불안으로 묘사한다. 모든 것은 변할 수 있으며, 무상한 현상을 자아로 여기는 것은 고통을 초래한다. 그럼에도 불구하고 그의 비판자들은 그를 존재의 소멸과 절멸을 가르치는 허무주의자라고 불렀다. 석가모니는 그가 단지 고통의 소멸을 가르친다고 대답했다. 개인이 갈망과 '나는 있다'는 자만심을 포기하면 그들의 마음은 해방되고 더 이상 '존재'의 상태에 들어가지 않으며 더 이상 재탄생하지 않는다.
Aggi-Vacchagotta Sutta는 석가모니와 Vaccha라는 개인 간의 대화를 기록하며 이를 더 자세히 설명한다. 이 경에서 Vaccha는 석가모니에게 석가모니의 존재와 관련하여 다음 중 하나를 확인해달라고 요청한다.
- 사후에 부처는 다른 어딘가에 다시 나타난다.
- 사후에 부처는 다시 나타나지 않는다.
- 사후에 부처는 다시 나타나기도 하고 그렇지 않기도 한다.
- 사후에 부처는 다시 나타나지도 않고 그렇지 않기도 않다.

석가모니는 네 가지 질문에 모두 "다른 어딘가에 다시 나타난다", "다시 나타나지 않는다", "다시 나타나기도 하고 그렇지 않기도 한다", "다시 나타나지도 않고 그렇지 않기도 않다"는 용어는 적용되지 않는다고 답한다. Vaccha가 당혹감을 표하자 석가모니는 Vaccha에게 다음과 같은 반론을 한다. 불이 꺼지고 누군가가 불이 북쪽, 남쪽, 동쪽, 서쪽으로 갔는지 묻는다면 어떻게 대답하겠는가?  Vaccha는 그 질문이 적용되지 않으며 꺼진 불은 '꺼졌다'고만 분류할 수 있다고 답한다.
타니사로 비구는 석가모니와 열반에 관한 '재현' 등의 단어에 대한 분류 문제를 자세히 설명하면서 "목표[열반]을 달성한 사람은 설명할 수 없는 존재이다. 왜냐면 그들은 설명할 수 있는 모든 것을 버렸기 때문이다"고 말했다. 경전 자체에서 해방된 마음을 '추적할 수 없음' 혹은 '특징없는 의식'으로 설명하며 살아있는 해방된 존재의 마음과 더 이상 살아있지 않은 존재의 마음을 구별하지 않는다.
석가모니의 설명과는 달리, 불교 수행자들은 때때로 허무주의적 방식으로 불교에 접근할 수 있다. 아잔 아마로는 이를 설명하기 위해 어린시절에 열반에 대한 허무주의적 접근방식을 취했던 불교 승려 아잔 수메도의 이야기를 다시 들려준다. 불교에서 열반의 뚜렷한 특징은 그것을 얻은 개인이 더 이상 환생의 대상이 되지 않는다는 것이다. 아잔 수메도는 스승 아잔 차와 대화하는 동안 "이번 생에서 열반을 완전히 실현하기로 무엇보다도 결심했다... 인간 상태에 깊이 지쳐있고... 다시 태어나지 않기로 결심했다"고 말했다. 이에 아잔 차는 "나머지 사람들은 어떤가, 수메도? 뒤에 남을 사람들에 대해 신경쓰지 않는가?"라고 대답한다. 아잔 아마로는 아잔 차가 제자가 진정한 초연함보다는 삶에 대한 허무주의적 혐오감을 가지고 있다는 것을 알아차렸다고 말한다.

### 야코비
니힐리즘(nihilism)이라는 용어는 프리드리히 하인리히 야코비(1743~1819)가 철학에 처음 도입했으며, 그는 이 용어를 합리주의와 특히 스피노자의 결정론과 Aufklärung를 특징짓는 데 사용했는데, 이는 모든 합리주의(비판철학)가 허무주의로 축소되고 따라서 허무주의는 피해야하며 어떤 유형의 신앙과 계시로의 회귀로 대체되야한다는 귀류법을 수행하기 위해서였다. 예를 들어 브렛 W. 데비스는 다음과 같이 썼다.
허무주의 개념의 첫번째 철학적 발전은 일반적으로 프리드리히 야코비에 기인하는데, 그는 유명한 편지에서 피히테의 관념론은 허무주의에 빠진다고 비판했다. 야코비에 의하면, 피히테의 자아 절대화('비-나'를 전제로 하는 '절대적 나')는 신의 절대적 초월성을 부정하는 주관성의 팽창이다.

관련있으나 반대되는 개념으로는 신앙주의가 있는데, 이는 이성을 신앙에 비해 적대적이고 열등하다고 간주한다.

### 키르케고르

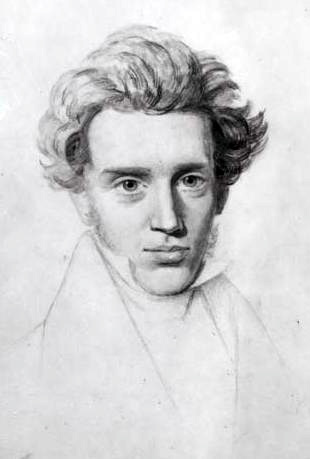
그의 사촌 닐스 크리스치안 키르케고르가 그린 쇠렌 키르케고르의 1840년 경 미완성 스케치

쇠렌 키르케고르(1813~1855)는 평준화라고 불리는 초기 형태의 허무주의를 제시했다. 그는 평준화를 개인의 독특함이 존재하지 않고 자신의 존재에 의미있는 것이 아무것도 확인될 수 없는 지점까지 개성을 억압하는 과정으로 간주했다.
최고조에 달한 평준화는 죽음의 고요함과 같아, 자신의 심장 박동을 들을 수 있고, 죽음과 같은 고요함, 아무것도 침투할 수 없고, 모든 것이 가라앉아 무력해진다. 한 사람이 반란을 이끌 수는 있지만, 한 사람이 이 평준화 과정을 이끌 수는 없다. 왜냐하면 그렇게 하면 그는 지도자가 되고 평준화되는 것을 피할 수 있기 때문이다. 각 개인은 자신의 작은 서클에서 이 평준화에 참여할 수 있지만, 그것은 추상적인 과정이고, 평준화는 개성을 정복하는 추상화이다.— The Present Age, Alexander Dru 번역. 월터 카우프만 서문, 1962, 51-53쪽.

생의 철학을 옹호한 키르케고르는 일반적으로 평준화와 그 허무주의적 결과에 반대했으나, "사람들이 [평준화]의 심판을 혼자 받게 될 것이기에 평준화 시대에 사는 것이 진정으로 교육적일 것"이라고 믿었다. 조지 코트킨은 키르케고르가 "19세기의 영적, 정치적 믿음의 표준화와 평준화"에 반대했고, 키르케고르는 "대중문화가 개인을 지배적인 의견에 대한 순응과 복종의 암호로 축소하는 경향에 반대했다"고 주장했다. 당시 타블로이드(덴마크 잡지 코르사렌과 같은)와 배교적 기독교는 평준화의 도구였고 19세기 유럽의 성찰적 무관심 시대에 기여했다. 키르케고르는 평준화 과정을 극복할 수 있는 개인이 더 강하며, 그것은 "진정한 자아가 되는" 올바른 방향으로 나아가는 한 걸음을 나타낸다고 주장한다. 평준화를 극복해야하기에, 휴버트 드라이퍼스와 제인 루빈은 키르케고르의 관심사가 "점점 더 허무주의적인 시대에 우리 삶의 의미에 대한 감각을 어떻게 회복할 수 있는가에 있다"고 주장한다.

### 러시아 허무주의

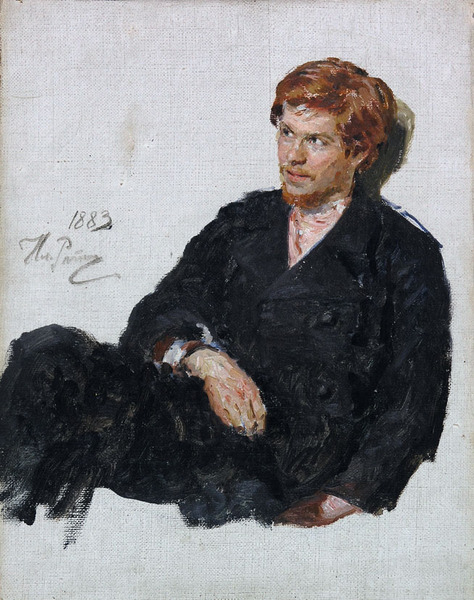
일리야 레핀의 허무주의자 학생의 초상화

1860년에서 1917년 사이에 러시아 허무주의는 허무주의 철학의 신생 형태이자 당시의 특정 혁명적 경향과 겹치는 광범위한 문화운동이었으며 이로 인해 종종 정치적 테러리즘의 한 형태로 잘못 규정됐다. 러시아 허무주의는 기성 가치와 이상의 해체를 중심으로 했으며, 강한 결정론, 무신론, 유물론, 실증주의, 합리적 이기주의 이론을 통합하는 한편 형이상학, 감상주의, 유미주의를 거부했다. 이 사상학파의 주요 철학자로는 니콜라이 체르니솁스키와 드미트리 피사레프가 있다.
러시아 허무주의 운동의 지적 기원은 1855년, 어쩌면 그 이전으로 거슬러 올라갈 수 있는데 당시 그것은 주로 극단적인 도덕적, 인식론적 회의주의 철학이었다. 그러나 허무주의(nihilism)라는 이름이 처음 대중화된 것은 이반 투르게네프가 그의 유명한 소설 아버지와 아들에서 이 용어를 사용하여 젊은 세대가 자신들보다 앞선 진보주의자와 전통주의자에 대해 환멸을 느낀 것과 부정 및 가치 파괴가 현재 상황에 가장 필요하다는 견해에서의 그 기원을 묘사했을 때인 1862년이 돼서였다. 이 소설이 보수주의자와 젊은 세대 모두에게 처음에는 혹독한 반응을 받았음에도 불구하고 이 운동은 곧 이 이름을 채택했다.
철학적으로 허무주의적이고 회의적이기는 했으나, 러시아 허무주의는 가정된 것처럼 일방적으로 윤리와 지식을 부정하지 않았고, 무의미함을 명확하게 주장하지도 않았다. 그럼에도 불구하고 현대 학계는 러시아 허무주의를 단순한 회의주의와 동일시하는 것에 이의를 제기하고 대신 이를 근본적으로 프로메테우스적 운동으로 식별했다. 부정의 열렬한 옹호자로서 허무주의자들은 원형적 개인 계층, 또는 그들 자신의 말로는 새로운 유형으로 구체화된 러시아 사람들의 프로메테우스적 힘을 해방하고자 했다. 피사레프에 의하면, 이러한 개인들은 모든 권위에서 자유로워짐으로써 도덕적 권위에서도 면제되고, 대중과 구별된다.
허무주의에 대한 후기 해석은 러시아 허무주의에 대한 반응으로 생겨난 표도르 도스토옙스키의 작품과 같은 반허무주의 문학 작품의 영향을 크게 받았다. "자신의 허무주의적 감수성을 마비시키고 방종을 통해 자신을 잊으려 한 [현실 세계의] 타락한 허무주의자들과 대조적으로, 도스토옙스키의 인물들은 자발적으로 허무주의에 뛰어들어 그 경계 내에서 자신이 되려고 노력한다"고 현대 학자 니시타니는 적었다. "'신이 없다면 모든 것이 허용된다' 혹은 'Après moi le déluge'에 표현된 허무함은 그들이 끝까지 살고자 하는 성실성의 원칙을 제공한다. 그들은 신이 사라진 후 자아가 스스로를 정당화할 방법을 찾고 실험한다."

### 니체

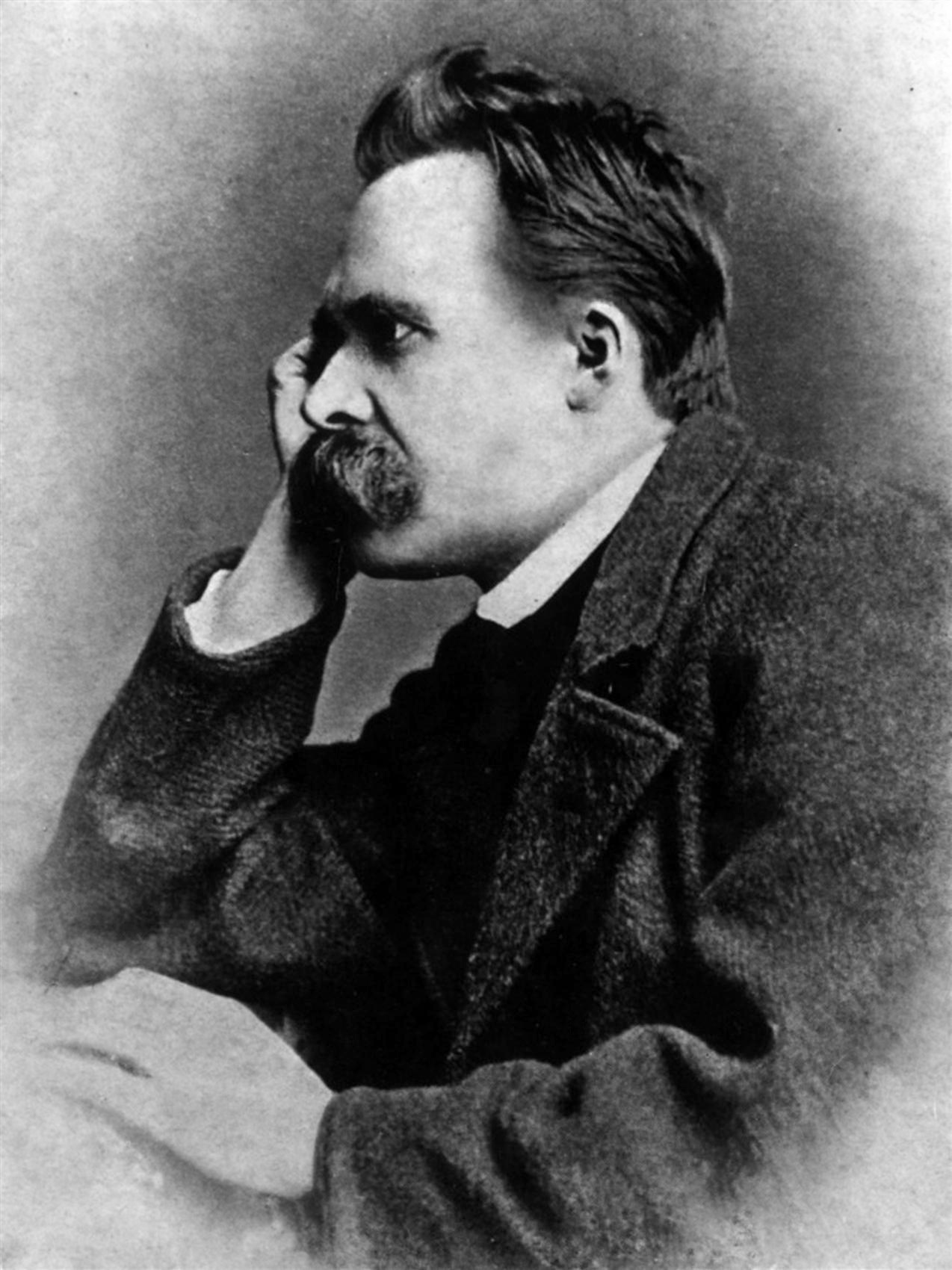
프리드리히 빌헬름 니체

허무주의는 종종 독일 철학자 프리드리히 니체와 연관되는데, 그는 허무주의를 서양 문화의 광범위한 현상으로 자세히 진단했다. 이 개념은 니체의 작품 전반에 자주 등장하나, 그는 이 용어를 다양한 방식으로 사용하며 의미와 함축이 다르다.
니체의 사상 발전과 관련해, 그가 1869년부터 "허무주의적" 주제("염세주의, 열반, 무(無)와 비존재")를 다루었으나, 허무주의의 개념적 사용은 1880년 중반에 손으로 쓴 노트에서 처음 나타났다는 점이 연구에서 지적됐다(KSA 9.127-128). 이는 당시 러시아 신문의 허무주의 사건에 대한 보도를 바탕으로 소위 "러시아 허무주의"를 재구성한 대중적인 과학 저작의 시기였다(N. Karlowitsch: Die Entwicklung des Nihilismus. Berlin 1880). 3판으로 출판된 이 자료 모음은 광범위한 독일 독자들에게 알려졌을 뿐만 아니라 니체에게 미친 영향도 증명가능하다.
카렌 L. 카는 니체가 허무주의를 "긴장상태, 우리가 가치있게 여기고자 하는 것(또는 필요로 하는 것)과 세계가 작동하는 것처럼 보이는 방식 사이의 불균형"이라고 특징지었다고 설명한다. 세계가 우리가 원하거나 오래전부터 그렇다고 믿어 온 객관적인 가치나 의미를 가지고 있지 않다는 것을 알게 되면 위기에 처하게 된다. 니체는 기독교의 쇠퇴와 생리적 타락의 증가로 인해 허무주의가 실제로 현대의 특징이라고 주장하나 허무주의의 증가가 아직 불완전하며 아직 극복되지 않았다고 암시한다. 허무주의의 문제는 니체의 수첩(사후 출판됨)에서 특히 명확하게 드러나나 그의 출판된 작품에서 반복적으로 언급되고 있으며 거기에서 언급된 많은 문제와 밀접하게 연결됐다.
니체는 허무주의를 세상과 특히 인간 존재의 의미, 목적, 이해가능한 진실 혹은 본질적 가치를 비우는 것으로 특징지었다. 이러한 관찰은 부분적으로 니체의 관점주의, 즉 "지식"은 항상 누군가에 의해 어떤 것에 대한 것이라는 그의 개념에서 비롯됐다. 그것은 항상 관점에 의해 구속되며 결코 단순한 사실이 아니다. 오히려 우리가 세상을 이해하고 의미를 부여하는 해석이 존재한다. 해석은 없이는 살 수 없는 것이다. 사실, 주관성의 조건이다. 세상을 해석하는 한 가지 방법은 도덕을 통한 것이다. 도덕은 사람들이 세상을 이해하는 근본적인 방법 중 하나이며, 특히 자신의 생각과 행동과 관련하여 그렇다. 니체는 강력하거나 건강한 도덕, 즉 문제의 사람이 스스로 그것을 구성한다는 것을 알고 있는 도덕과 해석이 외부의 무언가에 투사되는 약한 도덕을 구별한다.
니체는 그의 작품에서 주요 주제 중 하나인 기독교를 그의 수첩에 있는 허무주의 문제의 맥락에서 "유럽 허무주의"라는 제목의 장에서 자세히 논의한다. 여기서 그는 기독교의 도덕 교리가 사람들에게 본질적 가치, 신에 대한 믿음(세상의 악을 정당화함), 객관적인 지식의 기초를 제공한다고 말한다. 이런 의미에서 객관적 지식이 가능한 세계를 구축하는 데 있어서 기독교는 무의미함에 대한 절망에 대한 원초적인 형태의 허무주의에 대한 해독제이다. 그러나 기독교 교리의 진실성이라는 요소가 바로 그것을 무너뜨리는 것이다. 진실을 향한 추진 속에서 기독교는 그 자체가 구조물이 돼 스스로 해체되는 것을 발견한다. 따라서 니체는 우리가 기독교에서 "너무 멀리 살았기 때문이 아니라 너무 가까이 살았기에" 기독교에서 벗어났다고 말했다. 그러므로 기독교의 자기 해체는 또다른 형태의 허무주의를 구성한다. 기독교가 그 자체를 해석 그 자체로 설정한 해석이었기에 니체는 이러한 해체가 회의주의를 넘어 모든 의미에 대한 불신으로 이어진다고 말한다.
스탠리 로젠은 니체의 허무주의 개념을 "모든 것이 허용되는" 무의미한 상황과 동일시한다. 그에 따르면, 세계의 기본 현실과 대조되는 더 높은 형이상학적 가치나 단순히 인간의 아이디어의 상실은 모든 인간의 아이디어가 따라서 무가치하다는 생각을 낳는다. 따라서 이상주의를 거부하면 허무주의가 발생한다. 왜냐면 유사하게 초월적인 이상만이 허무주의자가 여전히 암묵적으로 고수하는 이전 기준에 부합하기 때문이다. 기독교가 세계를 평가하는 원천으로 작용할 수 없다는 것은 니체의 유명한 저서 즐거운 지식에서 미친 사람에 관한 격언에 반영됐다. 특히 "우리가 그를 죽였다"는 진술은 신의 죽음은 기독교 교리의 자기 해체와 유사하다. 니체가 인간이 진화의 산물이며 지구가 별들 사이에서 특별한 자리를 차지하지 않고 역사가 진보적이지 않다는 것을 보여준 과학의 발전으로 인해 기독교의 신 개념은 더 이상 도덕의 기초로 사용될 수 없다.
의미 상실에 대한 반응 중 하나는 니체가 수동적 허무주의라고 부르는 것으로, 그는 쇼펜하우어의 염세주의 철학에서 이를 인식한다. 니체가 서양 불교라고도 부르는 쇼펜하우어의 교리는 고통을 줄이기 위해 의지와 욕망에서 자신을 분리하는 것을 옹호한다. 니체는 이러한 태도를 "무(無)를 향한 의지"로 특징지었다. 즉, 세상에서 가치있는 것이 아무것도 없기에 삶이 스스로로부터 멀어지는 것이다. 세상에서 모든 가치를 깎아내리는 것은 허무주의자의 특징이나, 이 점에서 허무주의자는 일관성이 없어보인다. 이 "무(無)를 향한 의지"는 여전히 가치 평가 혹은 의지의 한 형태이다. 그는 이를 "허무주의자들의 불일치"로 설명한다.
허무주의자는 세상을 그러하지 않아야한다고 판단하고, 존재하지 않아야한다고 판단하는 자이다. 이 관점에 의하면, 우리의 존재(행동, 고통, 의지, 감정)는 무의미하다. '헛됨'의 파토스는 허무주의자의 파토스이다. 동시에 파토스는 허무주의자의 불일치이다.— 프리드리히 니체, KSA 12:9 [60], 권력의지, 585절, 월터 카우프만 번역.

니체의 허무주의 문제와의 관계는 복잡하다. 그는 허무주의 문제를 매우 개인적으로 접근하며, 현대세계의 이 곤경이 그에게 "의식화된" 문제라고 말한다. 니체에 따르면, 허무주의가 극복될 때에만 문화는 번성할 수 있는 진정한 기반을 가질 수 있다. 그는 허무주의의 도래를 서두르고 싶었을 뿐이며, 궁극적으로 허무주의 떠남도 서두르고 싶었다.
그는 기독교의 자기 해체에 따라 최소한 다른 유형의 허무주의자가 나타날 가능성이 있다고 말한다. 모든 가치와 의미가 파괴된 후에도 멈추지 않고 이어지는 허무함에 굴복하지 않는 허무주의자 말이다. 반면에 이러한 대체적이고 '능동적인' 허무주의는 새로운 것을 구성하기 위한 장을 평준화하기 위해 파괴한다. 니체는 이러한 형태의 허무주의를 "힘의 표시"로 특징짓는다. 옛 가치를 고의로 파괴하여 깨끗이 지우고 자신의 믿음과 해석을 내려놓는 것으로, 옛 가치의 분해로 스스로를 포기하는 수동적 허무주의와는 대조적이다. 가치의 고의적 파괴와 새로운 의미의 구축을 통한 허무주의의 조건의 극복, 이 능동적 허무주의는 니체가 다른 곳에서 자유정신이라고 부르는 것과 관련될 수 있고, 차라투스트라는 이렇게 말했다와 안티크리스트의 위버멘쉬, 자신의 가치를 설정하고 자신의 삶을 자신의 예술 작품인 것처럼 사는 강한 개인의 모델과 관련될 수 있다. 그러나 "능동적 허무주의"가 실제로 이 입장에 대한 올바른 용어인지에 대해서는 의문이 제기될 수 있으며, 니체가 허무주의가 제기하는 문제를 충분히 심각하게 받아들이는지에 대해서는 의문이 제기될 수 있다.

#### 니체의 하이데거적 해석
마르틴 하이데거의 니체 해석은 니체가 제시한 허무주의 문제를 조사한 많은 포스트모던 사상가들에게 영향을 미쳤다. 최근에야 니체적 허무주의 연구에 대한 하이데거의 영향력이 사라졌다. 1930년대 초 하이데거는 니체의 사상에 대한 강의를 했다. 니체가 허무주의라는 주제에 기여한 중요성을 감안할 때, 하이데거의 니체에 대한 영향력있는 해석은 허무주의라는 용어의 역사적 발전에 중요하다.
하이데거가 니체를 연구하고 가르치는 방법은 명백히 그 자신의 것이다. 그는 특별히 니체를 니체로 제시하고자 하지 않는다. 그는 오히려 니체 사상을 존재, 시간, 현존재에 대한 자신의 철학체계에 통합하고자 한다. 그의 저서 존재의 역사에 의해 결정되는 허무주의(1944~1946)에서 하이데거는 니체의 허무주의를 그때까지의 가장 높은 가치의 평가절하를 통해 승리를 달성하려는 시도로 이해하고자 한다. 하이데거에 의하면 이 평가절하의 원리는 힘에의 의지이다. 힘에의 의지는 또한 모든 이전의 가치 평가의 원리이다. 이 평가절하는 어떻게 발생하고 왜 허무주의적인가? 철학에 대한 하이데거의 주요 비판 중 하나는 철학, 그리고 더 구체적으로는 형이상학이 존재자(seiende)와 존재(Sein) 개념을 조사하는 것을 서로 구별하는 것을 잊었다는 것이다. 하이데거에 의하면 서양사상의 역사는 형이상학의 역사로 불릴 수 있다. 더욱이 형이상학은 존재 개념에 대해 묻는 것을 잊었기에(하이데거가 존재망각이라고 부름) 존재의 파괴에 대한 역사이다. 그것이 하이데거가 형이상학을 허무주의라고 부르는 이유이다. 이것은 니체의 형이상학을 허무주의에 대한 승리가 아니라 허무주의의 완성으로 만든다.
하이데거는 니체를 해석하면서 에른스트 윙어로부터 영감받았다. 윙어에 대한 많은 언급은 하이데거의 니체 강의에서 찾을 수 있다. 예를 들어, 1945년 11월 4일 프라이부르크 대학교 총장에게 보낸 편지에서 하이데거는 윙어에게 영감을 받아 "신은 죽었다"는 개념을 "힘에의 의지의 현실"로 설명하고자 시도한다. 하이데거는 또한 나치 시대에 윙어가 니체를 지나치게 생물학적이거나 인류학적으로 해석하는 것을 반대하며 옹호한 것을 칭찬한다.
하이데거의 니체 해석은 많은 중요한 포스트모더니즘 사상가에게 영향을 미쳤다. 잔니 바티모는 니체와 하이데거 사이의 유럽 사상의 왕복 운동을 지적한다. 1960년대에 니체의 '르네상스'가 시작돼  마치노 몬티나리와 조르지오 콜리의 작업으로 절정에 달했다. 그들은 니체의 전집에 대한 새롭고 완전한 판을 작업하기 시작해 니체를 학술 연구에 더 쉽게 접근할 수 있게 했다. 바티모는 이 새로운 콜리와 몬티나리 판으로 하이데거의 니체 해석에 대한 비판적 수용이 형성되기 시작했다고 설명한다. 다른 현대 프랑스와 이탈리아 철학자들과 마찬가지로 바티모는 니체를 이해하기 위해 하이데거에 의존하고 싶어하지 않거나 부분적으로만 의존하고 싶어한다. 반면에 바티모는 하이데거의 의도가 그것을 계속 추구하기에 충분히 진실된다고 판단한다. 바티모가 이러한 왕복 운동의 일부로 예시한 철학자는 프랑스 철학자 들뢰즈, 푸코 및 데리다이다. 이와 같은 운동의 이탈리아 철학자로는 카차리, 세베리노, 그 자신이 있다. 위르겐 하버마스, 장프랑수아 리오타르와 리처드 로티도 니체에 대한 하이데거의 해석에 영향받은 철학자이다.

#### 니체의 들뢰즈적 해석
질 들뢰즈가 니체의 허무주의 개념을 해석한 방식은 일반적인 정의(이 글의 나머지 부분에서 설명된 것)와 다르며, 어떤 면에서는 정반대이다. 허무주의는 들뢰즈의 초기 저서 니체와 철학(1962)의 주요 주제 중 하나이다. 거기에서 들뢰즈는 니체의 허무주의를 "삶을 부정하고 존재를 폄하하는 행위"로 반복해서 해석한다. 따라서 이렇게 정의된 허무주의는 더 높은 가치나 의미를 부정하는 것이 아니라, 그러한 더 높은 가치나 의미의 이름으로 삶을 폄하하는 것이다. 따라서 들뢰즈는(그가 니체와 함께 주장하듯) 기독교와 플라톤주의, 그리고 그것들과 함께 형이상학 전체가 본질적으로 허무주의적이라고 말한다.

### 포스트모더니즘
포스트모던 및 포스트구조주의 사상은 서구문화가 그들의 '진실'을 근거로 삼은 바로 그 근거, 즉 절대적 지식과 의미, 저작의 '분권화', 긍정적 지식의 축적, 역사적 진보, 인본주의와 계몽주의의 특정 이상과 실천에 의문을 제기했다.

#### 데리다
자크 데리다의 탈구축은 아마도 가장 흔히 허무주의적이라는 딱지가 붙을 수 있으나, 그는 다른 사람들이 주장한 것처럼 허무주의적 움직임을 직접 취하지 않았다. 데리다적 해체주의자들은 이 접근 방식이 오히려 텍스트, 개인 또는 조직을 제한적인 진실에서 해방시키고 해체주의가 다른 존재 방식의 가능성을 열어준다고 주장한다. 예를 들어, 가야트리 차크라보르티 스피박은 해체주의를 사용하여 서구 학문을 하위 계층의 목소리와 서구 텍스트의 정전 밖의 철학에 개방하는 윤리를 만들어낸다. 데리다 자신은 '타자에 대한 책임'에 기반한 철학을 구축했다. 따라서 해체주의는 진실을 부정하는 것이 아니라 진실을 알 수 있는 우리의 능력을 부정하는 것으로 간주할 수 있다. 즉, 허무주의의 존재론적 주장과 비교했을 때 인식론적 주장을 하는 것이다.

#### 리오타르
리오타르는 철학자들이 주장을 증명하기 위해 객관적인 진실이나 방법에 의존하기보다는, 이야기가 속한 시대와 체계와 분리될 수 없는 세게에 대한 이야기를 언급함으로써 진실을 정당화한다고 주장한다. 리오타르는 이를 메타 서사라고 부른다. 그런 다음 그는 포스트모던 조건을 이러한 메타 서사 및 이에 의한 정당화 과정을 모두 거부하는 것으로 특징지어 정의한다. 진실과 의미의 불안정성이라는 개념은 허무주의 방향으로 이어지나, 리오타르는 후자를 수용하지는 않는다.
우리는 메타 서사 대신 변화하는 관계와 가변적인 진실에 의존하는 우리의 주장을 정당화하기 위해 새로운 언어 게임을 만들어냈다. 이 중 어느 것도 궁극적인 진실에 대해 말할 수 있는 특권을 누리지 못한다.

#### 보드리야르
포스트모던 이론가 장 보드리야르는 시뮬라크르와 시뮬라시옹에서 포스트모던 관점에서 허무주의에 대해 간략하게 기술했다. 그는 주로 실제 세계를 구성하는 시뮬라시옹보다는 실제 세계에 대한 해석이라는 주제에 집중했다. 의미의 사용은 보드리야르의 허무주의 논의에서 중요한 주제였다.
묵시록은 끝났고, 오늘은 중립의 세차, 중립의 형태와 무관심의 세차이다... 남은 것은 사막과 같은 무관심한 형태에 대한 매혹, 우리를 소멸시키는 체계의 작동 그 자체에 대한 매혹뿐이다. 이제 매혹은 (외관에 붙어있던 유혹과 의미에 붙어있던 변증법적 이성과 대조적으로) 탁월한 허무주의적 열정이며, 사라지는 방식에 고유한 열정이다. 우리는 모든 형태의 사라짐, 우리의 사라짐에 매혹된다. 우울하고 매혹된 것은 비자발적 투명성의 시대에 우리의 일반적인 상황이다.— 장 보드리야르, 시뮬라크르와 시뮬라시옹, "허무주의에 관하여", 1995년 번역.